# Station Mszana Dolna
Station Mszana Dolna is een spoorwegstation in de Poolse plaats Mszana Dolna.